# Serrat del Marquet
El Serrat del Marquet és una muntanya de 724 metres que es troba al municipi de Lladurs, a la comarca catalana del Solsonès.